# Publilius Memorialis
Publilius Memorialis (sein Praenomen ist nicht bekannt; vollständige Namensform Publilius Luci filius Falerna Memorialis) war ein im 1. oder 2. Jahrhundert n. Chr. lebender Angehöriger des römischen Ritterstandes (Eques). Durch eine unvollständig erhaltene Inschrift, die in Forum Clodii gefunden wurde, sind einzelne Stationen seiner Laufbahn bekannt.
Memorialis war zunächst Praefectus fabrum. Danach wurde er Präfekt der Cohors III Cyrenaica sagittariorum und im Anschluss Tribunus militum in der Legio X Fretensis, die in der Provinz Iudaea stationiert war. Als Nächstes folgten die Positionen eines praefectus gentis Numidarum und eines dilectator tironum ex Numidia lectorum; in der zweiten Funktion war Memorialis für die Rekrutierung von Soldaten zuständig. Danach hatte er zwei weitere (unbekannte) Positionen in der Verwaltung inne, bevor er Procurator der Eisenminen wurde, vermutlich derjenigen in Gallien; dieser Posten war mit einem Jahreseinkommen von 100.000 Sesterzen verbunden.
Memorialis war in der Tribus Falerna eingeschrieben. Durch eine zweite Inschrift, die in Erbalunga gefunden wurde und die bei der EDCS auf 77 datiert ist, ist ein weiterer Publilius Memorialis bekannt, der Procurator auf Corsica war.
Die Inschrift aus Forum Clodii wird bei der EDCS auf 98/117 datiert. Arthur E. Gordon, Joyce S. Gordon datieren die Inschrift in die Regierungszeit von Vespasian (69–79), Hans-Georg Pflaum dagegen in die von Trajan (98–117).